# Chondraster grandis
Chondraster grandis är en sjöstjärneart som först beskrevs av Addison Emery Verrill 1878.  Chondraster grandis ingår i släktet Chondraster och familjen kuddsjöstjärnor. Inga underarter finns listade i Catalogue of Life.